# Аойс
Аойс, Агойц (ісп. Aoiz, баск. Agoitz) — муніципалітет в Іспанії, у складі автономної спільноти Наварра. Населення — 2464 особи (2009).
Муніципалітет розташований на відстані близько 330 км на північний схід від Мадрида, 22 км на схід від Памплони.

## Демографія
Динаміка населення (INE ):

## Галерея зображень

Розташування муніципалітету